# ژول و ژیم
ژول و ژیم (به فرانسوی: Jules et Jim) فیلم فرانسوی ساخته فرانسوا تروفو در سال ۱۹۶۲ است که براساس رمانی اتوبیوگرافی از هانری‌پی‌یر روشه (Henri-Pierre Roché) ساخته شد. در سال ۲۰۱۰ این فیلم از طرف ماهنامه امپایر در رتبه چهل و ششم فهرست ۱۰۰ فیلم برتر تاریخ سینما انتخاب شد. همچنین ترانهٔ این فیلم به خوانندگی به ژرژ دلرو از طرف هفته نامه تایم به عنوان یکی از ۱۰ ترانهٔ برتر تاریخ سینما انتخاب شد. این فیلم یکی از آثار شاخص جریان موج نوی سینمای فرانسه است.

## داستان فیلم
سال ۱۹۱۲ در پاریس، ژول مرد نویسنده اتریشی خجالتی و ژیم مرد نویسنده پاریسی خوش مشرب تحت شیفته مجسمهٔ سنگی یک زن هستند تا این که با کاترین مواجه می‌شوند که همزاد مجسمه به نظر می‌آید. ژیم باوجود آن که ارتباط نزدیک میان ژول و کاترین، در کنار آنها می‌ماند. کاترین هم حتی وقتی از ژول صاحب فرزند می‌شود ترجیح می‌دهد ژیم کنارشان بماند. داستان پیش، طی و پس از جنگ جهانی اول در فرانسه، اتریش و آلمان روی می‌دهد.